# Thelyphonidae
Thelyphonidae là một họ bọ cạp roi.
Các loài trong họ có thể dài 18–85 milimét (0,71–3,35 in). Thân chúng bao gồm một cephalothorax có kitin bao bọc và một bụng có 12 đốt.

## Các chi
- Hypoctoninae Pocock, 1899
  - Etienneus Heurtault, 1984
  - Hypoctonus Thorell, 1888
  - Labochirus Pocock, 1894
  - Thelyphonellus Pocock, 1894
  - Ravilops Viquez & de Armas, 2005
- Mastigoproctinae Speijer, 1933
  - Mastigoproctus Pocock, 1894
  - Mayacentrum Viquez & de Armas, 2006
  - Mimoscorpius Pocock, 1894
  - Uroproctus Pocock, 1894
  - Valeriophonus Viquez & de Armas, 2005
- Thelyphoninae Lucas, 1835
  - Abaliella Strand, 1928
  - Chajnus Speijer, 1936
  - Ginosigma Speijer, 1936
  - Glyptogluteus Rowland, 1973
  - Minbosius Speijer, 1936
  - Tetrabalius Thorell, 1888
  - Thelyphonus Latreille, 1802
- Typopeltinae Rowland & Cooke, 1973
  - Typopeltis Pocock, 1894
- sous-famille indéterminée
  - Thelyphonoides Krehenwinkel, Curio, Tacud & Haupt, 2009
  - †Mesoproctus Dunlop, 1998